# 林奕汎
林奕汎（英語：Ivan Linn）是一位台美籍企業家、投資者和音樂編程師。他以在《最終幻想》和《王國之心》系列遊戲的音樂製作方面的工作而聞名。他被任命為育碧出品的《刺客教條交響樂》世界巡演的音樂總監以及首席指揮長。《刺客教條》於2023年2月獲得了格萊美獎的最佳電子遊戲和互動媒體配樂獎項，成為第一款獲得該獎項的電子遊戲。林奕汎還是一家AI新創公司Wavv的創辦人以及首席執行長。林奕汎目前還是美國國家藝術與科學錄音學院 （页面存档备份，存于） 和ASCAP （页面存档备份，存于） 的成員。

## 早期經歷及教育背景
林奕汎4歲的時候以童星出道，曾出演多部電視劇，包括1993年版《包青天》，《紅樓夢》，《七俠五義》等片。第一次接觸音樂是在4歲的時候，林奕汎12歲開始接受正統的古典鋼琴訓練，在經過半年苦練後考上了漳和國中音樂班，之後考上台北藝術大學，期間轉赴德國國立漢諾威音樂戲劇媒體學院 （页面存档备份，存于） 繼續深造。 2011年，林奕汎決定前往美國繼續他的音樂夢想，他以全額獎學金考取了新英格蘭音樂學院，畢業後前往耶魯大學繼續學習，於2015年獲得藝術家文憑。

## 職業生涯

### 早期經歷
在擔任金石娛樂執行長之前，林奕汎曾帶領常駐北美波士頓的電玩搖滾交響樂團，成功地將融合搖滾樂與交響樂的現場演唱會帶進大型古典音樂廳和劇院。他也在2012年將該團引進到亞洲，與樂團巡迴演出。如此嶄新且充滿熱度的演唱會製作，在亞洲取得極大的商業成功。2016年，林奕汎成為美國國家錄音藝術科學學院會員，加盟該學院最具代表性的年度音樂盛事：“格萊美獎”（Grammy Awards）。
作為一位音樂家，林奕汎在挪威的葛利格國際鋼琴大賽 （页面存档备份，存于）上取得金牌後，在紐約卡內基音樂廳舉行了首演音樂會和歐美主要城市進行演出活動。他也受聯合國教科文組織邀請，在巴黎的國際多元文化節中舉行鋼琴演奏會。除擔任音樂製作的項目經理，林奕汎也為《雷霆归来 最终幻想XIII》和《最終幻想XV - Episode Duscae -》擔當鋼琴獨奏家並錄製原聲帶，且與最終幻想XV的作曲家下村陽子同台演出。2017年，林奕汎還受到下村陽子的推薦，受邀擔任迪士尼出品的遊戲音樂巡演《王國之心》（Kingdom Hearts）的鋼琴獨奏家，並在次年再次受邀加入。

### 近期經歷
林奕汎目前是Wavv的創始人兼首席執行官。 Wavv是一個人工智能音樂平台。
在2018年底，林奕汎被指定擔任由全球前五大遊戲公司育碧（Ubisoft）出品的《刺客教條交響樂》（Assassin’s Creed）音樂總監暨首席指揮長一職。這部交響樂是一個融合了80位古典音樂家，合唱團以及搖滾樂團的大型音樂現場。此部交響樂在2019年洛杉磯舉行的E3媒體發布會上以室內樂團的小編制舉行了首次現場表演，吸引了共兩千多萬線上觀眾觀看。
2020年6月，林奕汎為下村陽子舉辦的線上虛擬音樂會“Stay at Home”系列錄製節目；同年9月，他還為下村陽子給遊戲《軒轅劍柒》譜寫的宣傳片音樂擔當製作人。由林奕汎擔當共同音樂總監的影片《預支未來》也已於2020年12月在Netflix上線。
2021年，林奕汎擔任由“偶像劇教母”之稱的柴智屏創立的群星瑞智國際藝能股份有限公司的總經理。
2022年9月，林奕汎被任命為Filoli （页面存档备份，存于）的顧問，2023年5月被任命為董事。 Filoli也被稱為Bourn-Roth Estate，這是一個歷史悠久的住宅和花園博物館，坐落在加利福尼亞州伍德賽德的一個16英畝的花園中，被654英畝的莊園所包圍。

## 作品分類目錄
| 年份 | 作品                                                      | 開發商                              | 身份               |
| ---- | --------------------------------------------------------- | ----------------------------------- | ------------------ |
| 2014 | 雷霆歸來最終幻想XIII （页面存档备份，存于）               | 史克威爾艾尼克斯                    | 項目經理及鋼琴獨奏 |
| 2014 | 王國之心 HD 2.5 Remix                                     | 史克威爾艾尼克斯                    | 項目經理           |
| 2014 | D4: Dark Dreams Don't Die （页面存档备份，存于） 暗夢不滅 | Access Games （页面存档备份，存于） | 鋼琴獨奏           |
| 2015 | Cytus 音樂節奏                                            | 臺灣雷亞遊戲                        | 項目經理           |
| 2016 | 最終幻想XV                                                | 史克威爾艾尼克斯                    | 項目經理及鋼琴獨奏 |
| 2017 | 異域神劍2                                                 | Monolith Soft                       | 鋼琴獨奏           |
| 2020 | 軒轅劍柒                                                  | 大宇資訊股份有限公司                | 製作人             |

| 年份 | 作品                            | 身份           |
| ---- | ------------------------------- | -------------- |
| 2015 | 鐳射小隊 （页面存档备份，存于） | 項目經理       |
| 2016 | 樓下的房客                      | 作曲家及製作人 |
| 2018 | 范寶德                          | 製作人         |

| 年份 | 作品     | 身份     |
| ---- | -------- | -------- |
| 2016 | 幻城     | 項目經理 |
| 2020 | 預支未來 | 作曲家   |

| 年份 | 作品                                                          | 身份       |
| ---- | ------------------------------------------------------------- | ---------- |
| 2013 | Live at Symphony Hall, 電玩愛樂 （页面存档备份，存于） 專輯   | 鋼琴獨奏家 |
| 2013 | World 1-2, Brave Wave Productions （页面存档备份，存于） 專輯 | 鋼琴獨奏家 |
| 2016 | 《明白》 范瑋琪音樂專輯                                       | 製作人     |

## 巡迴演出
| 年份      | 巡演專案                                                               | 身份               |
| --------- | ---------------------------------------------------------------------- | ------------------ |
| 2010      | 葛利格國際鋼琴大賽獲獎者世界巡迴演出                                   | 鋼琴獨奏家         |
| 2015      | 塞爾達傳說巡迴演出 —— 女神交響曲                                       | 音樂會鋼琴家       |
| 2016      | Capcom Live! 卡普空 現場！音樂會巡演                                   | 音樂會鋼琴家       |
| 2017-2018 | 王國之心全球巡演                                                       | 音樂會鋼琴家       |
| 2018      | 最終幻想XIV （页面存档备份，存于） ——Eorzean Symphony 交響組曲艾歐澤亞 | 音樂會鋼琴家       |
| 2019      | 刺客教條交響樂全球巡演                                                 | 音樂總監及首席指揮 |

## 所獲獎項及榮譽
| 年份 | 獎項名稱                                                   | 說明                                                  |
| ---- | ---------------------------------------------------------- | ----------------------------------------------------- |
| 2000 | 行天宮菁音獎明日之星鋼琴大賽                               | 首獎                                                  |
| 2002 | 臺灣文建會音樂人才庫                                       | 入選成員                                              |
| 2003 | 義大利Città di Barletta國際鋼琴大賽 （页面存档备份，存于） | 首獎                                                  |
| 2004 | 永豊愛樂古典菁英獎鋼琴組                                   | 一等獎及不分組最具潛力新人獎                          |
| 2006 | 佛光山文教基金會人間音緣－星雲大師佛教徵曲                 | 最佳觀眾票選第一獎                                    |
| 2007 | NTSO （页面存档备份，存于） 鋼琴協奏曲大賽                 | 第三名及觀眾票選獎                                    |
| 2007 | 臺灣文建會音樂人才庫                                       | 入選成員                                              |
| 2008 | 奇美藝術獎                                                 | 獲獎者                                                |
| 2010 | 挪威奧斯陸葛利格國際鋼琴大賽                               | 首獎奧斯陸獎(Prix d‘Oslo)及蘿珊浪漫樂派最佳詮釋特別獎 |
| 2010 | 新北市政府頒發「新北市之光」獎牌                           | 獲獎者                                                |
| 2011 | 義大利西西里島伊布拉音樂大獎 （页面存档备份，存于）        | 獲獎者                                                |
| 2011 | 臺灣文建會音樂人才庫                                       | 入選成員                                              |
| 2012 | iChoice                                                    | 藝術大使                                              |
| 2013 | 費雪霍夫(Fischoff)全美室內樂大賽 （页面存档备份，存于）    | 銅獎                                                  |
| 2013 | 奇美藝術獎                                                 | 獲獎者                                                |
| 2014 | 美國Tanglewood音樂中心 （页面存档备份，存于）              | 受邀鋼琴家                                            |
| 2015 | 斯坦威                                                     | 青年藝術家                                            |
| 2017 | Zulalian商業和藝術獎                                       | 獲獎者                                                |
| 2017 | 第28屆金曲獎最佳演奏錄音專輯獎                             | 《幻城電視配樂原聲帶》提名                            |
| 2018 | Richmond 比賽                                              | 首獎                                                  |
| 2018 | 第55屆金馬獎最佳原創電影音樂                               | 《范保德》提名                                        |

## 外部連結
- 林奕汎在互聯網電影數據庫（IMDb）上的資料（英文）

1. ↑  .   [2022-07-02]. （原始内容存档于2022-05-26）.
2. ↑  .   [2022-07-02]. （原始内容存档于2022-07-01）.
3. ↑  . www.grammy.com.   [2023-07-06]. （原始内容存档于2023-06-15）.
4. ↑  .   [2021-09-01]. 原始内容存档于2020-12-16.
5. ↑  .   [2021-09-01]. 原始内容存档于2014-03-22.
6. ↑  .   [2021-09-01]. （原始内容存档于2021-09-01）.
7. ↑  .   [2021-09-01]. （原始内容存档于2021-09-01）.
8. ↑  . 巴哈姆特 LIVE.   [2021-09-01]. （原始内容存档于2021-09-01）.
9. ↑  .   [2021-09-01]. （原始内容存档于2021-09-01）.
10. ↑  Yoko Shimomura on Twitter. .   [2021-09-01]. （原始内容存档于2021-09-01）.
11. ↑  . Boston University College of Fine Arts.   [2021-09-01]. （原始内容存档于2020-04-09）.
12. ↑  SEAN MCCARTHY. . Movies Games and Tech.   [October 7, 2019]. （原始内容存档于2021-09-01）.
13. ↑  . www.mdzol.com.   [2019-06-11]. 原始内容存档于2020-12-12.
14. ↑  . www.youtube.com.   [Jun 10, 2019]. （原始内容存档于2021-11-17）.
15. ↑  . www.youtube.com.   [Jun 11, 2019]. （原始内容存档于2021-09-01）.
16. ↑  . khdestiny.fr.   [2020年6月13日]. 原始内容存档于2020-12-13.
17. ↑  DeadlyRush. . Bunny gaming.   [October 15, 2020]. （原始内容存档于2021-01-21）.
18. ↑  KWOK KAR PENG. . asiaone.com.   [December 11, 2020]. 原始内容存档于2020-12-11.
19. 1 2  Peppiatt, Dom. . Dailystar.co.uk.   [2019-05-16]. 原始内容存档于2020-12-12.
20. ↑  . lacedrecords.com.   [2020-12-14]. 原始内容存档于2020-12-14.
21. ↑  . nintendo.co.jp.   [2020-12-14]. 原始内容存档于2020-12-14.
22. ↑  . www.chimeimuseum.org.   [2016-08-24]. 原始内容存档于2020-12-12.
23. ↑  . www.chimeimuseum.org.   [2016-12-01]. 原始内容存档于2020-12-12.
24. ↑  . Taipei Times.   [2011-01-05]. 原始内容存档于2020-12-12.
25. ↑  Por Taiga. . arata.lat.   [2016-03-31]. 原始内容存档于2020-12-12.
26. ↑  . Dailystar.co.uk.   [2021-09-01]. （原始内容存档于2021-09-02）.
27. ↑  . tw.yamaha.com.   [2021-09-02]. 原始内容存档于2020-12-12.
28. ↑  . 大紀元生活網.   [2011-03-07]. （原始内容存档于2021-09-02）.
29. ↑  . tw.yamaha.com.   [2021-09-02]. （原始内容存档于2021-09-02）.
30. ↑  . musiciansclubofny.org.   [2021-09-02]. （原始内容存档于2020-12-13）.
31. ↑  . pixnet.net.   [2021-09-02]. （原始内容存档于2021-09-02）.
32. ↑  . chimeimuseum.org.   [2016-08-24]. （原始内容存档于2020-12-14）.
33. ↑  . 新北市立漳和國民中學.   [2021-09-02]. （原始内容存档于2021-09-02）.
34. ↑  . National Center for Traditional Arts.   [2021-09-02]. （原始内容存档于2021-09-02）.
35. ↑  歸鴻亭. . newnet.tw.   [2011-01-04]. （原始内容存档于2021-09-02）.
36. ↑  . tw.yamaha.com.   [2021-09-02]. 原始内容存档于2020-12-12.
37. ↑  . fischoff.org National Chamber Music Association.   [2021-09-02]. （原始内容存档于2021-09-02）.
38. ↑  . bu.edu.   [2021-09-02]. （原始内容存档于2020-04-09）.